# Instalações sanitárias

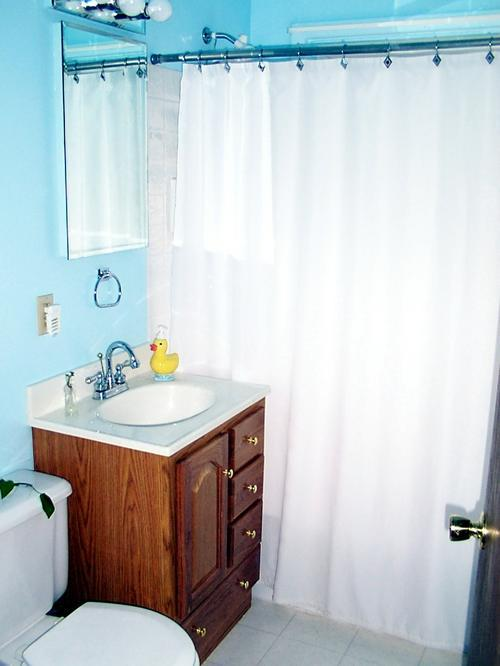
Casa de banho

O banheiro (português brasileiro) ou casa de banho (português europeu) é um compartimento (ou cômodo) de uma habitação utilizado para os cuidados de higiene pessoal. De modo geral, os banheiros apresentam um ou mais chuveiros, a fim de possibilitar os banhos. Contudo, banheiros mais antigos ou de alto padrão costumam ter uma banheira, por vezes de hidromassagem. Um vaso sanitário(pt-BR) ou sanita(pt-PT?) também é um dos elementos principais dos banheiros, a fim de receber as fezes, urinas e eventuais outras secreções humanas, eliminando-os através da descarga. Em alguns países relata-se o hábito de jogar o papel higiênico pelo vaso sanitário. Lavabos e torneiras são outros característicos, pois permitem que os usuários possam limpar suas mãos após o uso do banheiro.

## Outros nomes
As instalações sanitárias também são conhecidas como instalações sanitárias, privada, gabinete sanitário, toalete (ou toilette), quarto de banho, lavabo ou WC (sigla de water closet, significando "gabinete da água" em Inglês).

## História

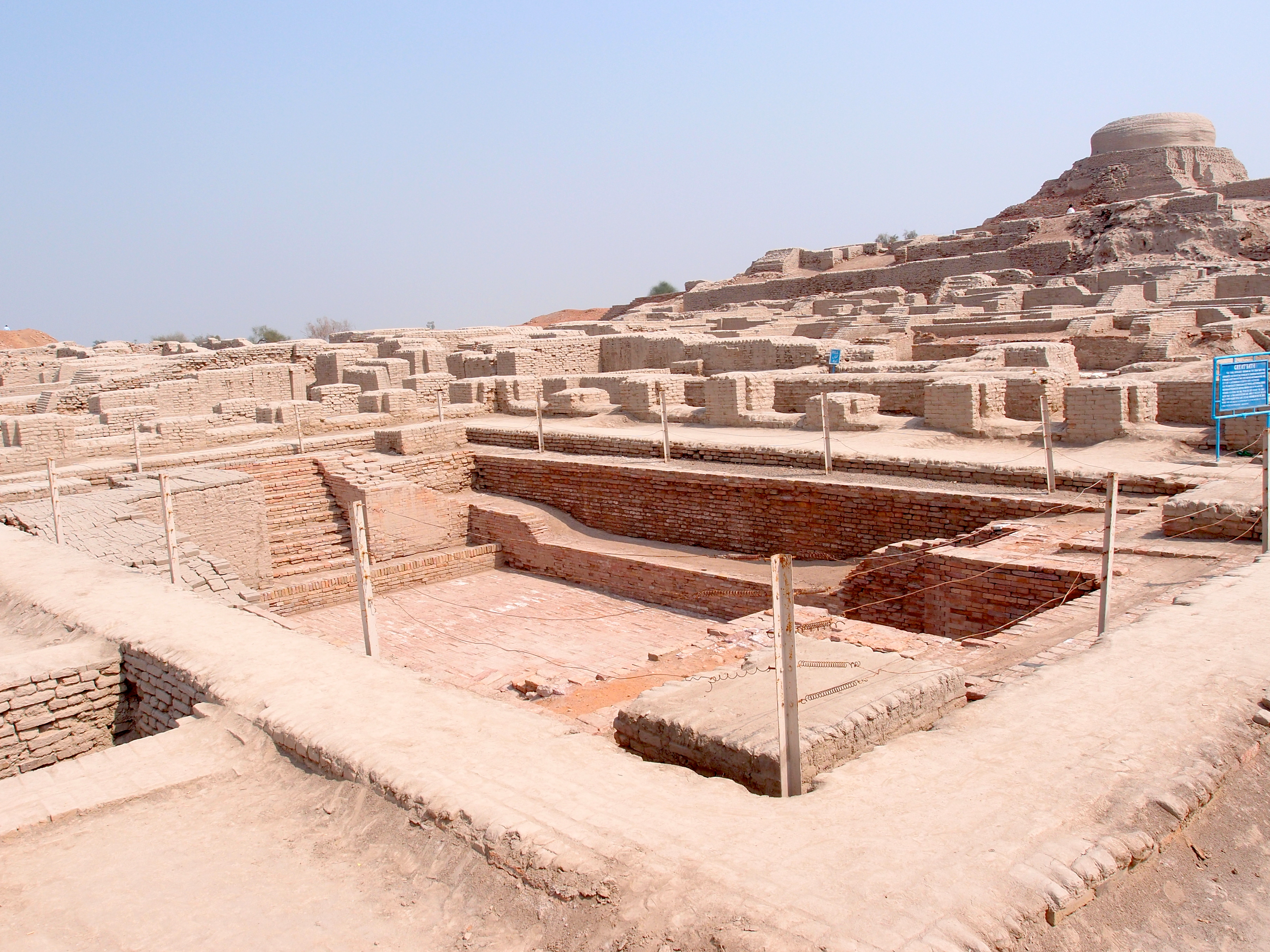
O sítio arqueológico de Mohenjo-daro.

Os primeiros registros do uso de banhos datam de 3000 a.C. Nessa época, a água tinha um forte valor religioso, sendo vista como um elemento purificador do corpo e da alma, por isso não era incomum que as pessoas precisassem se limpar antes de entrar em uma área sagrada. Os banhos são registrados como parte da vida de uma vila ou cidade ao longo desse período, com uma divisão entre os banhos de vapor na Europa e América e os banhos frios na Ásia. Os banhos comunais foram erguidos em uma área distintamente separada dos aposentos da aldeia.
Quase todas as casas da antiguidade tinham seus próprios banheiros. Geralmente localizada no térreo, a banheira era feita de tijolos, às vezes com um meio-fio ao redor para sentar. A água escoava por um orifício no chão, por rampas ou tubos de cerâmica nas paredes, para o sistema de drenagem municipal.

### Banheiro na Grécia e Roma

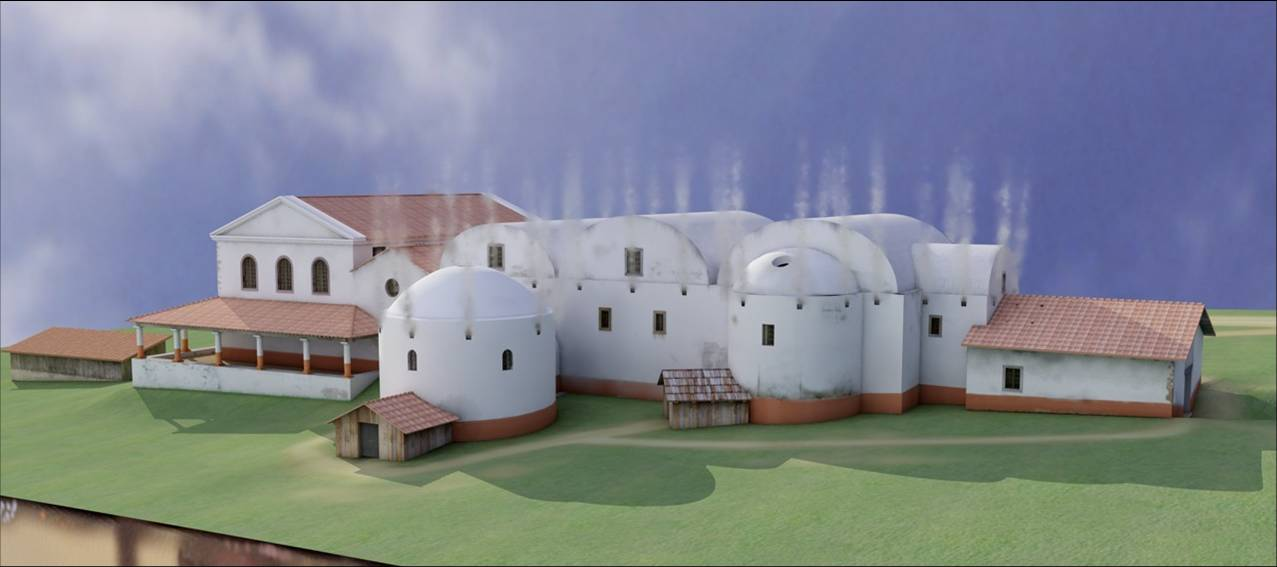
Reconstrução virtual dos banhos romanos em Weißenburg, Alemanha, usando dados da tecnologia de varredura a laser.

As atitudes romanas em relação ao banho estão bem documentadas, eles construíram grandes banhos termais (termas), marcando não só um importante desenvolvimento social, mas também proporcionando uma fonte pública de relaxamento e rejuvenescimento. Aqui era um lugar onde as pessoas podiam se encontrar para discutir os assuntos do dia e se divertir. Durante este período, havia uma distinção entre os banhos públicos e privados, com muitas famílias ricas tendo seus próprios banhos termais em suas casas. Apesar disso, ainda faziam uso dos banhos públicos, demonstrando o valor que possuíam como instituição pública. A força do Império Romano era reveladora a esse respeito; as importações de todo o mundo permitiam que os cidadãos romanos desfrutassem de unguentos, incensos, pentes e espelhos. As ruínas parcialmente reconstruídas ainda podem ser vistas hoje, por exemplo, no Thermae Bath Spa em Bath, Inglaterra, na época parte da Grã-Bretanha romana.
Nem todos os banhos antigos eram no estilo das grandes piscinas que muitas vezes vêm à mente quando se imagina os banhos romanos; a primeira banheira sobrevivente data de 1700 a.C. e vem do Palácio de Knossos, em Creta. O que é notável nesta banheira não é apenas a semelhança com as banheiras de hoje, mas também a forma como o encanamento que a rodeia difere tão pouco dos modelos modernos. Um sistema pré-histórico mais avançado (século XV a.C e antes) de banhos e encanamentos pode ser encontrado na cidade escavada de Akrotiri, na ilha Egeu de Santorini (Thera). Lá, banheiras de alabastro e outros acessórios de banho foram encontrados, junto com um sofisticado sistema de encanamento duplo para transportar água quente e fria separadamente. Isso provavelmente se deve ao fácil acesso às fontes termais geotérmicas dessa ilha vulcânica.
Tanto os gregos quanto os romanos reconheceram o valor do banho como uma parte importante de seu estilo de vida. Escritores como Homero faziam seus heróis se banharem em água morna para recuperar as forças; talvez seja notável que a mãe de Aquiles o banhasse para ganhar sua invencibilidade. Palácios foram descobertos em toda a Grécia com áreas dedicadas ao banho, espaços com banheiras de cerâmica, bem como sofisticados sistemas de drenagem. Homero usa a palavra λοετρά, loetrá, "banhos", mais tarde λουτρά, loutrá, do verbo λούειν, loúein, banhar. A mesma raiz encontra uma atestação ainda anterior nas tabuinhas Linear B, em nome do Rio Lousios ("banho" [rio]), em Arcádia. Os banhos públicos são mencionados pelo comediante Aristófanes como βαλανεία, balaneía (sing .: βαλανείον, balaneíon, latinizado como balneum, um "balneário").

### Modernidade
Ao longo dos séculos XVI, XVII e XVIII, o uso de banhos públicos diminuiu gradativamente, e os espaços privados foram favorecidos, lançando assim as bases para o banheiro, como se tornaria, no século XX.
No Japão, ainda existem banhos públicos compartilhados chamados de sento e onsen, sendo este último muito popular.

### Acessórios
Itens bastante frequentes em banheiros, mas não constitutivos são os acessórios que permitem uma maior comodidade, como toalheiros, saboneteiras, espelhos, desodorizadores etc. Mesmo alguns itens de higiene, como os bidês, não são empregados na maior parte das construções.

## Tipologia

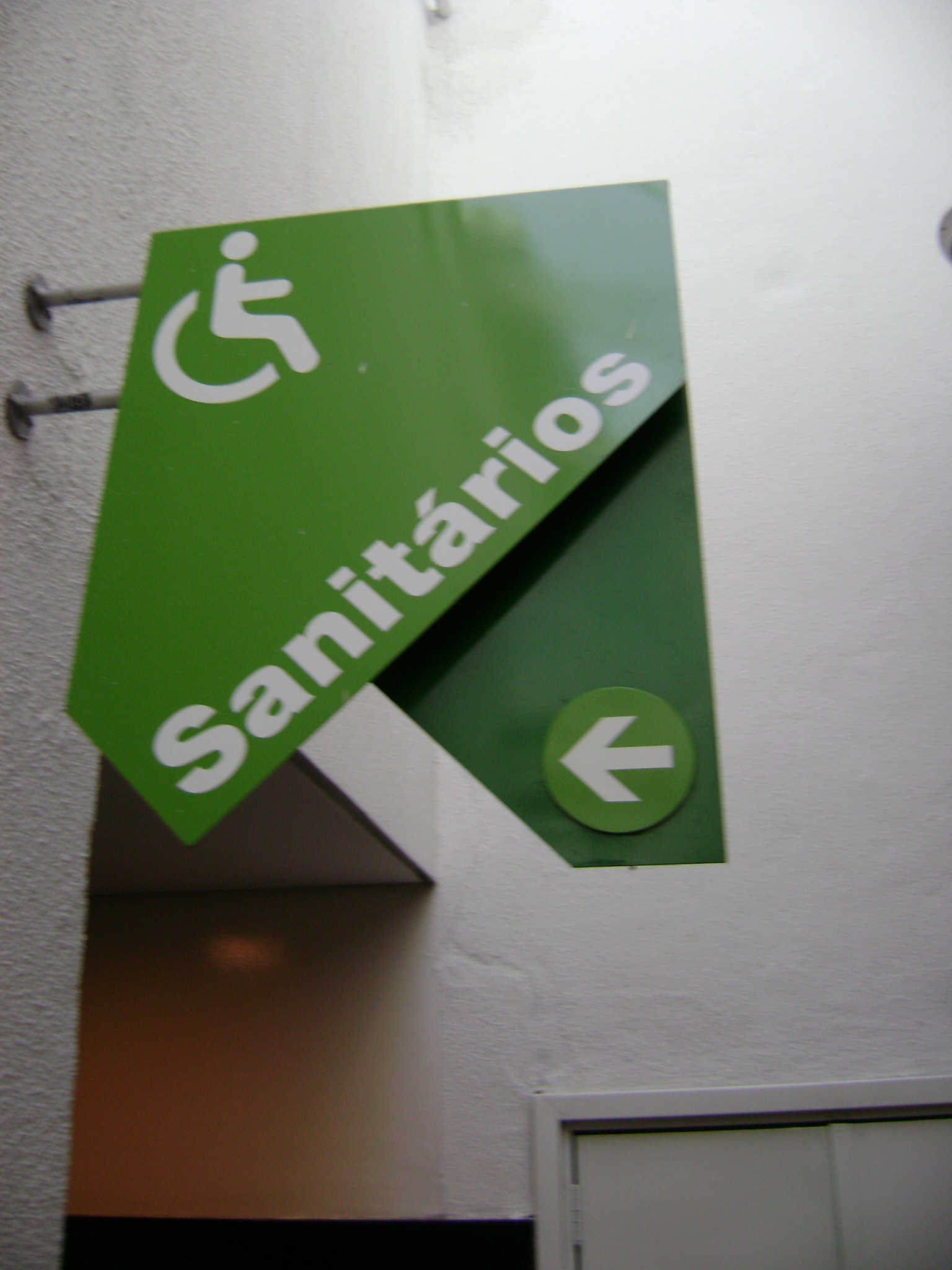
Placa indicativa de sanitários públicos, em Belo Horizonte.

### Banheiro Unissex
Um banheiro unissex, multigênero ou neutro é um banheiro de uso coletivo que não é destinado a um público específico, sendo caracterizado seu uso por qualquer indivíduo, independente de sua identidade de gênero.

### Banheiros Públicos
Os banheiros públicos foram criados no ano de 1500 e são normalmente separados por tipologia de sexo, i.e., um banheiro para homens e outro para mulheres. A razão primeira disto é a higiene; devido ao fato dos homens urinarem de pé e as mulheres sentadas; já que muitos homens, ao urinarem de pé, podem espalhar gotas de urina sobre a privada (a preocupação numa casa de banho pública não é a mesma do que em casa).

### Banheiros Químicos
Há hoje em dia banheiros descartáveis, que normalmente são aqueles que se encontram nos recintos dos festivais. Eles não estão ligadas a nenhuma cano sanitária e o tratamento dos dejetos (fezes e urina) são realizados por meios químicos. decomposição. Quando o tanque está cheio este tem de ser removido, para nova utilização.

### Banheiros Secos
Banheiro seco é uma alternativa ecológica ao banheiro comum pois não utiliza água. As fezes são armazenadas em um local sem contato com o ambiente externo, onde a cada defecação a pessoa joga um punhado de serragem sobre as fezes para mantê-las secas e evitar o mau cheiro. Após 6 meses em processo de decomposição as fezes são transformadas em um rico composto orgânico que pode voltar à terra sem prejudicar a qualidade da mesma.

### Fossas sanitárias
Uma fossa sanitária consiste em uma escavação na qual são despejados e lá se acumulam os dejetos, fezes e urina, geralmente de casas que não possuem sistema de esgoto.